# Night Drive
Night Drive è il terzo album del gruppo musicale statunitense Chromatics, pubblicato il 28 agosto 2007 e distribuito dall'etichetta di Johnny Jewel Italians Do It Better.
| Recensione         | Giudizio |
| ------------------ | -------- |
| AllMusic           | [ 1 ]    |
| Pitchfork          | [ 2 ]    |
| The Boston Phoenix | [ 3 ]    |
| Stylus Magazine    | C+       |
| Spin               | [ 5 ]    |

## Tracce
Testi di Adam Miller (tracce 2-3, 6-7), John David V (tracce 1-3, 5-10).
1. The Telephone Call – 1:51
2. Night Drive – 3:43
3. I Want Your Love – 6:41
4. Running Up That Hill – 6:07
5. Killing Spree – 3:59
6. Healer – 3:54
7. Mask – 5:35
8. Tomorrow Is So Far Away – 7:06
9. Let's Make This a Moment to Remember – 3:33
10. Tick of the Clock – 15:45

Durata totale: 58:14
Tracce bonus nell'edizione deluxe
1. Shining Violence – 3:17
2. Circled Sun – 4:08
3. Bell – 2:38
4. The Gemini – 4:00
5. Accelerator – 7:29

## Formazione
Crediti riportati secondo Allmusic.
- Chromatics – artista primario
- Kate Bush – compositore
- Johnny Jewel – produttore, programmazione
- Adam Miller – chitarra
- Ruth Radelet – cori